# Kalcytyzacja

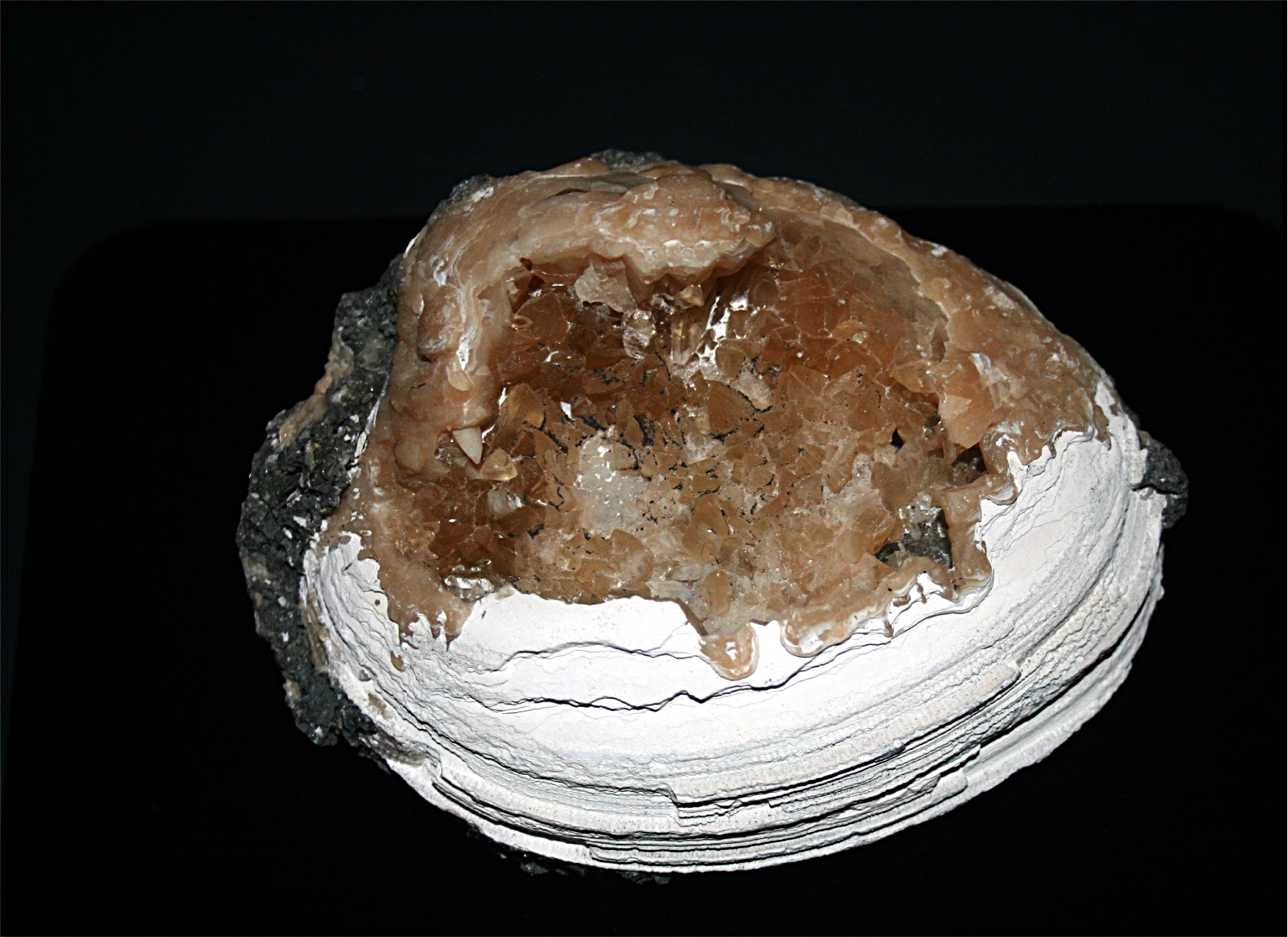
Fragment skamieniałej muszli wypełnionej kalcytem

Kalcytyzacja – proces zastępowania kalcytem substancji pierwotnej, np. krzemionki, składa się na fosylizację. Kalcytyzacji podlegają czasami igły gąbek.